# Evergestis sexmaculosus
Evergestis sexmaculosus is een vlinder uit de familie van de grasmotten (Crambidae). De wetenschappelijke naam van de soort is voor het eerst gepubliceerd in 1925 door Shōnen Matsumura.
De soort komt voor in Rusland (Sachalin).